# National Library of Scotland
Die National Library of Scotland (NLS), (deutsch Schottische Nationalbibliothek; schottisch-gälische Sprache: Leabharlann Nàiseanta na h-Alba) in Edinburgh ist eine Nationalbibliothek innerhalb des verteilten Systems des Vereinigten Königreiches. Sie ist die Pflichtexemplarbibliothek Schottlands mit der Aufgabe, Schriften von und über Schottland zu sammeln und zu verzeichnen.
Die Bestände basieren auf Sammlungen, die in verschiedenen Gebäuden im Stadtzentrum gelagert werden. Der Hauptsitz der Bibliothek befindet sich auf der George-IV-Bridge-Straße zwischen der sogenannten Old Town und dem Viertel der University of Edinburgh. In einem moderneren Gebäude der Bibliothek auf der Südseite der Stadt in der Causewayside-Straße werden Spezialsammlungen wie Kartenmaterial, Musikdrucke und -handschriften und die Naturwissenschaftlichen Sammlungen aufbewahrt.

## Geschichte
Die Schottische Nationalbibliothek ist eine relativ junge Institution, die 1925 formal durch einen Parlamentsbeschluss gegründet wurde. Vorher war die sie als Pflichtexemplarbibliothek Schottlands Teil der Advocates Library, die Teil der Faculty of Advocates war. Diese Vorgängerin wurde 1689 eröffnet und 1710 durch den Copyright Act zur Nationalbibliothek erhoben. Dadurch hatte die Bibliothek genauso wie die British Library, der Nationalbibliothek von Wales, den Bibliotheken der Universitäten Cambridge und Oxford sowie die Bibliothek des Trinity College in Dublin das Recht auf ein Pflichtexemplar jedes in Großbritannien publizierten Buches. Die Bibliothek wuchs durch Kauf von Büchern und Handschriften sowie durch den Erhalt von Pflichtexemplaren.
In den 1920er Jahren wurde offensichtlich, dass eine so bedeutende Sammlung nicht mehr durch eine private Institution verwaltet werden konnte. Mit einer Schenkung von £100,000 durch Sir Alexander Grant wurden die Bestände der Bibliothek dem Schottischen Volk übereignet. Im Jahre 1925 wurde die Schottische Nationalbibliothek durch den Act of Parliament offiziell ins Leben gerufen.
Sir Alexander Grant stellte weitere £100,000 für den Bau eines neuen Bibliotheksgebäudes zur Verfügung. Staatliche Zuschüsse ergänzten den notwendigen Gesamtbetrag zum Bau. Die Arbeit an dem neuen Gebäude begann im Jahre 1938, wurde durch den Zweiten Weltkrieg unterbrochen und 1956 beendet. Der Architekt war Reginald Fairlie.

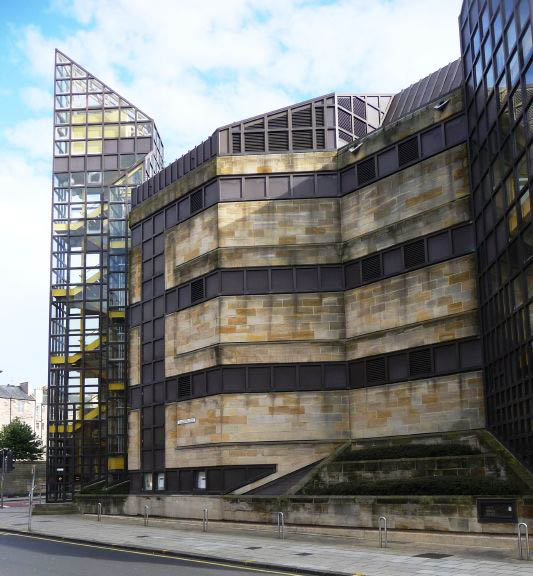
Erweiterungsbau in der Causewayside (1988 eröffnet)

In den 1970er Jahren wurde der Raum zur Lagerung weiterer Bibliotheksbestände immer knapper, so dass die Notwendigkeit eines Erweiterungsbaus offensichtlich wurde. Das sogenannte Causewayside Building im Süden Edinburghs öffnete in zwei Phasen: 1989 und 1995. Die Gesamtkosten beliefen sich auf 50 Millionen Pfund.
Seit 1999 wird die Bibliothek direkt vom Scottish Parliament finanziert und durch eine Gruppe von Treuhändern geleitet. Sie ist eine von sechs Bibliotheken in Großbritannien und Irland die Pflichtexemplare erhält.

## Bestände
Die National Library of Scotland besitzt 7 Millionen Bücher, 14 Millionen Printmedien und über 2 Millionen Karten. Die Sammlung enthält Ausgaben der Gutenberg-Bibel,  Shakespeares Folio und zahlreiche Zeitschriften und Publikationen.
Weitere Schätze der Bibliothek sind Familienhandschriften, zu denen das auf das Jahr 1488 des Sinclair Clans zurück reichende Exemplar zählt.
Ein Brief von Maria Stuart wurde als Schatz der Bibliothekssammlung als eines der Ausstellungsstücke zur Eröffnung des Besuchs- und Ausstellungszentrum im September 2009 der Öffentlichkeit präsentiert.